# Tony Ross
Anthony Ross, mais conecido como Tony Ross (19 de maio de 1966), é um engenheiro britânico que trabalhou nas equipes de Fórmula 1 da Williams e da Mercedes.

## Carreira
Em julho de 1999, Ross ingressou na equipe de Fórmula 1 da Williams como engenheiro de teste e, em setembro de 2001, ele se tornou engenheiro de corrida. Ross deixou a Williams em fevereiro de 2011.
Ross ingressou na equipe da Mercedes em julho de 1999, passando a ocupar a função de engenheiro de corrida sênior. Ross foi o engenheiro de Nico Rosberg em 2016, ano em que Rosberg conquistou o título mundial da Fórmula 1. Em 2017, Valtteri Bottas, o piloto substituto de Rosberg, que se aposentou após o fim da temorada anterior, herdou Ross como se engenheiro de corrida na Mercedes. Porém, antes do início da temporada de 2019, ele foi substituído por Riccardo Musconi como novo engenheiro de corrida de Bottas.
Em novembro de 2018, foi anunciado que Ross havia sido transferido para a equipe de Fórmula E da Mercedes, a Mercedes-Benz EQ Formula E Team, com ele assumindo o cargo de engenheiro-chefe da equipe no início da temporada de 2019–20. Ross saiu da equipe, em setembro de 2022, pouco antes dela ser transformada na McLaren Formula E Team.